# Abbot Hall Art Gallery

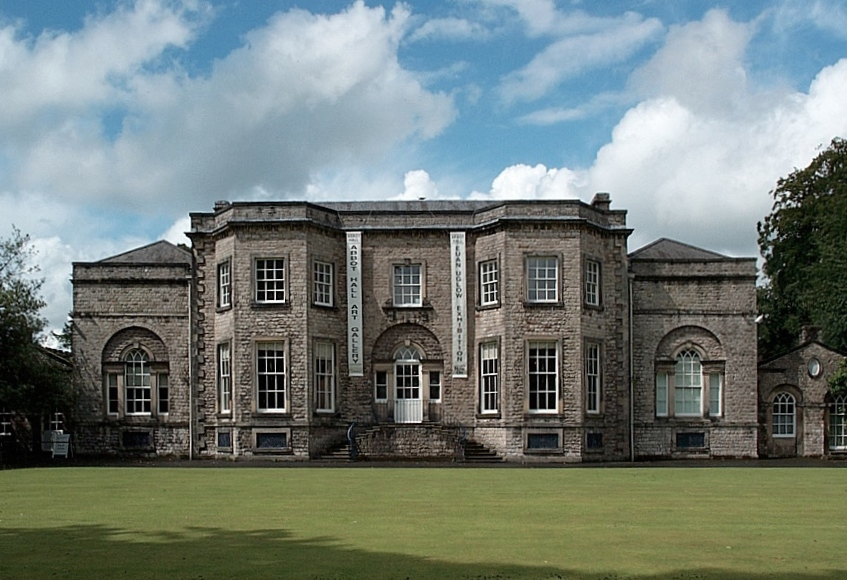
Fachada de la Abbot Hall Art Gallery

La Abbot Hall Art Gallery es un museo y galería de arte en Kendal, Inglaterra. El museo alberga una de las colecciones más importantes de acuarelistas de finales del siglo XVIII y comienzos del siglo XIX, con obras de John Robert Cozens, David Cox, John Varley, Edward Lear y J. M. W. Turner.

## Historia
El edificio fue construido en 1759 por el coronel George Wilson, segundo hijo de Daniel Wilson, dueño de Dallam Tower, una gran propiedad cercana. Fue construido en el sitio de la antigua sede de un monasterio, en la casa del abad, Abbot Hall. Antes de la disolución de los monasterios esto era donde el abad o su representante permanecería al visitar de la casa matriz de la abadía de St Mary, York. El arquitecto es desconocido. A principios del siglo XX la casa resultó en ruinas y fue restaurada como una galería de arte.

## Colección

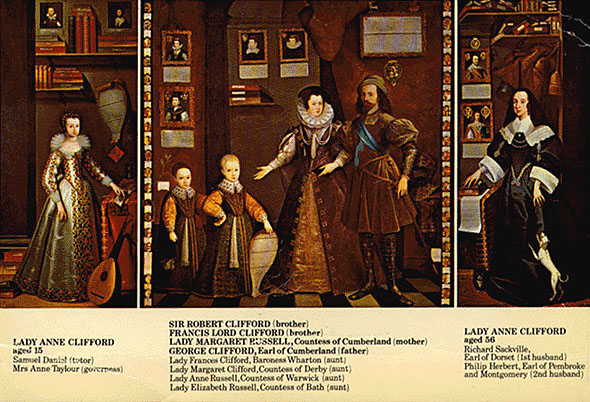
La señora Anne Clifford y su familia en The Great Picture, atribuido a Jan van Belcamp.

Tiene una de las colecciones más importantes de las pinturas de George Romney en Gran Bretaña. Entre las pinturas del siglo XVIII se atesoran obras de Philip James de Loutherbourg. Otra importante aportación la hace el artista local Daniel Gardner. También tiene una colección significativa de acuarelas, principalmente de la segunda mitad del XVIII y la primera mitad del siglo XIX. Muchos de los mejores acuarelistas del período está representadas en el museo, como John Robert Cozens, David Cox, Peter De Wint, John Vende Cotman, John Varley y Edward Lear, así como la famosa acuarela de J. M. W. Turner The Passage of Mount St. Gotthard and Windermere (1821).
En 2011, fue exhibido un tríptico de Anne Clifford, titulado The great picture (desde 2011 en propiedad del Lakeland Arts Trust).
El crítico de arte victoriano y comentarista social, John Ruskin, vivió en el Lake District y la galería tiene una de las colecciones más completas de sus dibujos y acuarelas. La colección moderna se concentra más en la pintura, pero tiene esculturas de Barbara Hepworth, Jean Arp y Elisabeth Frink. Hay también trabajos de Ben Nicholson, Kurt Schwitters, Bryan Wynter, Sean Scully, David Hockney, L. S. Lowry, Graham Sutherland, Victor Pasmore, David Bomberg y muchos otros.
La galería también exhibe piezas del escritor inglés Arthur Ransome. Su escritorio y otros memorabilia son exhibidos. La galería es también la sede oficial de la Sociedad Arthur Ransome.

## Exposiciones
2013 
- Pablo Picasso: Tête de Femme
- Paisajes de Graham Sutherland
- Bethan Huws
- Lynn Chadwick
- Uwe Wittwer

 2012 
- Hughie O'Donoghue: Campo vívido
- Francis Bacon a Paula Rego
- Sala de abad en Cincuenta
- Turner y su Contemporaries: El Hickman Colección de Acuarela del Tocino

 2011 
- HABITACIONES de ARTISTA: Richard Mucho tiempo
- Kitaj: Retratos y Reflexiones
- Sheila Cayó
- Dibujado de Vida

 2010 
- Thomas Bewick: Cuento-piezas
- El Barbero Va Al norte: Tesoros del Instituto de Barbero de Bellas artes,
- Universidad de Birmingham
- Lowry
- Mark Francis: Arena
- Albahaca Beattie: Pinturas del Janus serie II 2010

 2009 
- Andrzej Jackowski
- David Nash
- Garry Fabian Miller
- Robert Bevan

 2008 
- Prunella Clough
- Frank Auerbach: aguafuertes 1954 - 2006
- Ben Nicholson
- Craigie Aitchison

 2007 
- Maggi Hambling

 2006 
- David Bomberg
- Morandi
- Thompson Oliver

 2005 
- Nicola Hicks
- Wyndham Lewis
- Sean Scully
- Lucian Freud, Frank Auerbach, David Hockney & Paula Rego: dibujos

 2004 
- Walter Richard Sickert
- Paula Rego & Graham Sutherland
- Celia Paul
- John Duncan Fergusson

 2003 
- Euan Uglow
- Tony Bevan
- Bruce Bernard

 2002 
- Stanley Spencer
- Ronald Kitaj
- Bridget Riley

 2001 
- Paula Rego
- Andy Goldsworthy
- Li Yuan-chia
- Hughie O'Donoghue

 2000 
- John Ruskin
- Paula Rego
- Goya - Aguafuertes
- Edward Weston - fotografía
- Edgar Holloway
- Matisse: Jazz
- Conrad Atkinson
- William Plumptre

 1999 
- Callum Innes
- Henry Moore
- John Ruskin Cerámica

 1998 
- Bridget Riley

 1997 
- Lucian Freud
- Torbock Bequest
- James Hugonin
- John Ruskin: aguafuertes y pinturas
- Mary Newcomb